# Mosasaurier
Mosasauridae ("familj ödlor från Meusefloden"), alternativt mosasaurider eller mosasaurier, ibland kallade havsdrakar, var en familj med stora, havslevande kräldjur som dominerade i haven i slutet av kritaperioden för cirka 92 - 65 miljoner år sedan. De liknade enorma strömlinjeformade varanödlor med simfenor och vissa släkten kunde bli över 10 meter långa, såsom Mosasaurus och Tylosaurus. Mosasaurier var vitt spridda över jorden, och deras fossil har hittats i flera världsdelar. De ledande teorierna för mosasauriernas närmaste levande släktingar är varanödlor och ormar.

## Fyndhistoria
I ett stenbrott nära Maastricht i Nederländerna hittades 1770 fossilen av ett stort djur som först långt senare kom att identifieras som en Mosasaurus. Det var Georges Cuvier som i början av 1800-talet lyckades fastställa att det handlade om en väldig havslevande ödla, och gav den namnet Mosasurus som betydde ödla från Meuse.
Fossil har påträffats världen över, bland annat i Nya Zeeland, USA (särskilt i Kansas), Kanada, Jordanien, Japan, Colombia, Mexiko, Marocko, Storbritannien och även i Sverige i form av isolerade tänder och benbitar från ett flertal arter.

## Evolutionär historia och släktskap

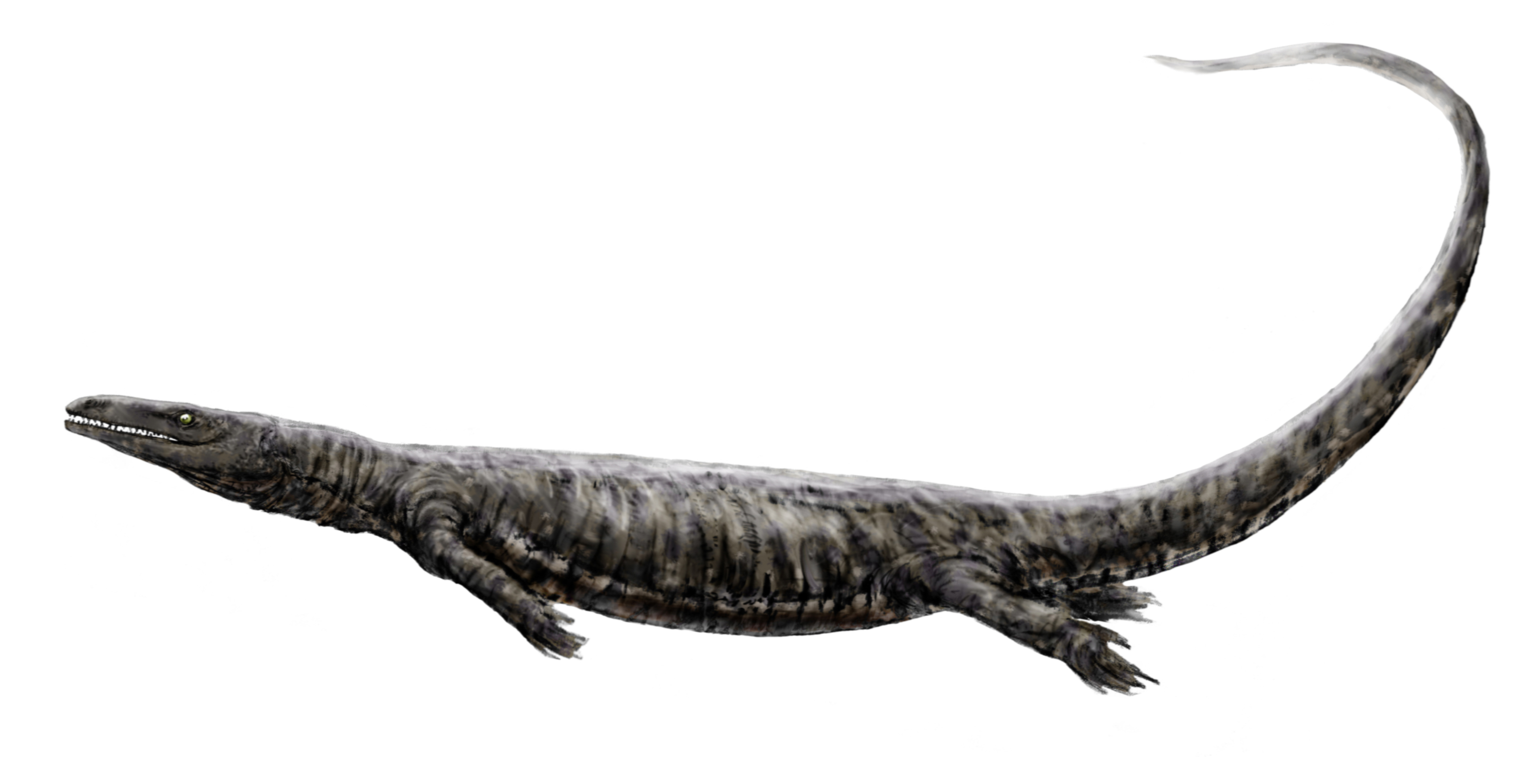
Djur såsom Aigialosaurus buccichi, en aigialosaurie, utvecklades senare till mosasaurierna.

Mosasaurierna utvecklades troligen från de tidigare och närbesläktade aigialosaurierna under Yngre Kritaperioden. Nuvarande hypoteser för deras närmaste släktingar inkluderar varanödlor (på grund av ett flertal likheter i skallar och skelett) och ormar (i synnerhet på grund av mosasauriernas andra tandrad i överkäken och faktumet att båda grupperna har reducerade lemmar). Hypotesen om att de skulle vara nära besläktade med ormar kvarstod länge men har nyligen ifrågasatts i och med upptäckten av den grävande sydafrikanska ormen Najash, som motsäger hypotesen om att ormar skulle utvecklat sin benlöshet och sitt rörelsemönster i vatten.
De första primitiva mosasaurierna tros ha utvecklats under Turonium-skedet och såg till en början ut som större, möjligen mer strömlinjeformade aigialosaurier. Dessa s.k. "plesiopedala" mosasaurier skiljer sig från sina senare ättlingar i och med faktum att de troligen hade kvar funktionella ben vilket möjliggjorde rörelse på land. Plesiopedala mosasaurier, såsom Tethysaurus, Yaguarasaurus, Pannoniasaurus och Dallasaurus utgjorde felande länkar mellan aigialosaurie-liknande djur och de senare, "hydropedala" (bättre anpassade för vatten) mosasaurierna.
Plesiopedala förfäder gav separat upphov till två (mosasauriner och russellosauriner) eller tre (mosasauriner, russellosauriner och halisauriner) grupper av hydropedala mosasaurier och anpassningar för marint liv utvecklades mer än en gång. Mosasaurierna kom att dominera de sista årmiljonerna av kritperioden tack vare att ichthyosaurierna hade dött ut och plesiosaurierna reducerats i antal efter ett tidigare utdöende. De diversifierades snabbt och växte även i storlek mycket snabbt. Fossil daterade till cirka 85 milj. år sedan visar en påfallande storlek jämfört med tidigare släktingar, såsom Mosasaurus, som tros ha varit omkring 13 meter lång, Prognathodon, cirka 9 meter, och Tylosaurus, cirka 12 meter.

## Beskrivning och paleobiologi

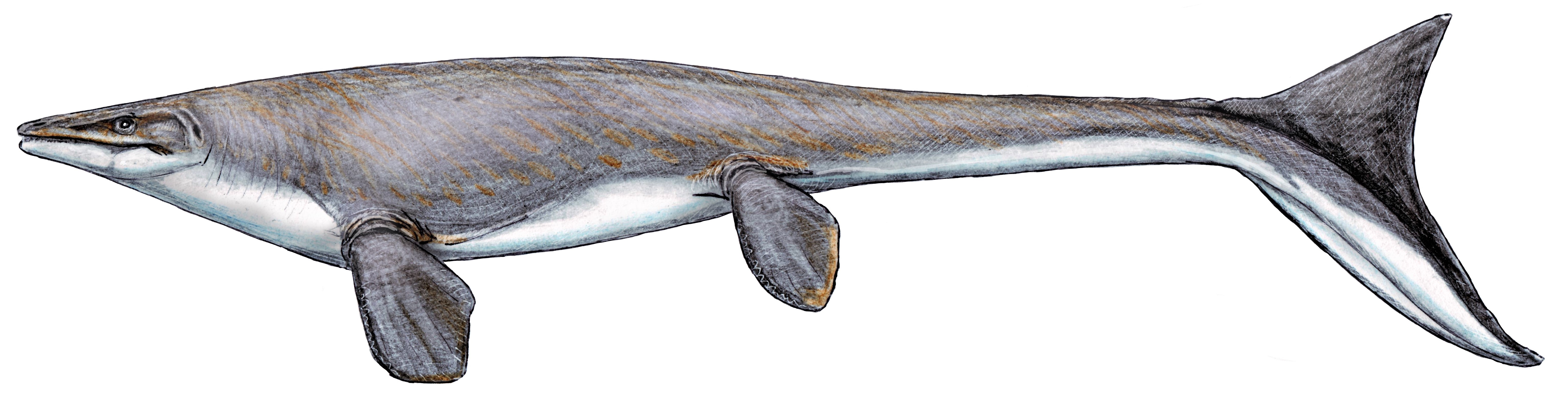
En rekonstruktion av Platecarpus baserat på ett mycket välbevarat fossil från Kansas i USA. Efter liknande fynd i flera mosasauriegrupper är det troligt att alla vattenanpassade mosasaurier hade liknande svansfenor.

Mosasaurierna andades luft och var kraftfulla simmare som var mycket välanpassade till liv i de varma inlandshaven som karaktäriserar Krita. I olikhet med havssköldpaddorna, en av de få överlevande grupperna av marina reptiler, födde mosasaurier levande ungar utan att behöva simma till stränder för att lägga ägg. Fossil från släktet Plioplatecarpus har varit särskilt viktiga under forskningen på detta.
Mosasaurierna hade mycket flexibla skallar likt ormar, vilket tillät dem att föra in sina byten nästan hela i munnen och de verkar ha varit opportunistiska rovdjur. Fossil av Tylosaurus innehåller ibland även kvarlevor av flera av dess sista måltider, vilka inkluderar plesiosaurier, flera olika fiskar, hesperorner (fåglar) och mindre mosasaurier såsom Clidastes. Det fanns även ett flertal specialiserade släkten, såsom Globidens och Carinodens vars diet huvudsakligen bestod av musslor, ammoniter och andra organismer med hårda skal.

### Tunga
Även om det länge misstänkts att mosasaurierna hade tvådelade tungor likt dagens ormar och varanödlor på grund av deras nära släktskap med bådadera grupper så kom den första biten av bevis först i en studie från 2005, som visade att mosasaurier hade parvisa skallöppningar i sin gom. I ormar och varanödlor associeras detta med tvådelade tungor. En sådan tunga används för att följa kemiska spår och förhöjer luktsinnet, något som även mosasaurierna verkar ha haft användning för.

### Rörelse och anpassningar
Mosasauriernas kroppform liknade till stora delar den hos moderna varanödlor, men var betydligt längre och mer strömlinjeformad. Hydropedala mosasaurier hade reducerade ben i sina lemmar sammanfogade till fenor och kraftfulla svansar som slutade i stora svansfenor bidrog med den huvudsakliga rörelsekraften. Sådana svansfenor, lika dem hos ichthyosaurier och hajar, har lett forskare att tro att mosasauriernas kroppar var relativt styva för att minska vattenmotståndet och att svansen rördes från sida till sida, på samma sätt som hos fiskar, krokodiler för att föra djuret framåt. Fenorna tros ha hållits nära inpå kroppen för hydrodynamikens skull.

### Färgteckning
Färgteckning i mosasaurier var okänd fram tills 2014, då Johan Lindgren vid Lunds universitet och kollegor hittade pigmentet melanin i fossiliserade fjäll från mosasaurien Tylosaurus nepaeolicus. Studiens slutsats var att Tylosaurus färgteckning var motskuggad, likt många moderna hajar, med mörk rygg och ljusare undersida. En sådan färgteckning är praktisk för undervattensrovdjur då den fungerar som kamouflage så att rovdjuret kan överraska potentiella byten. Det är osäkert om alla mosasaurier hade en liknande färgteckning.

## Släkten
- Kourisodon
- Goronyosaurus

Underfamilj Halisaurinae
- Halisaurus
- Eonatator
- Phosphorosaurus
- Pluridens

Underfamilj Mosasaurinae
- Carinodens
- Clidastes
- Dallasaurus
- Eremiasaurus
- Globidens
- Liodon
- Moanasaurus
- Mosasaurus
- Plesiotylosaurus
- Plotosaurus
- Prognathodon

Parafamilj Russellosaurina
- Carsosaurus
- Haasiasaurus
- Komensaurus

Underfamilj Tethysaurinae
- Pannoniasaurus
- Tethysaurus

Underfamilj Yaguarasaurinae
- Romeosaurus
- Russellosaurus
- Yaguarasaurus

Underfamilj Plioplatecarpinae
- Angolasaurus
- Ectenosaurus
- Igdamanosaurus
- Latoplatecarpus
- Platecarpus
- Plesioplatecarpus
- Plioplatecarpus
- Selmasaurus

Underfamilj Tylosaurinae
- Hainosaurus
- Kaikaifilu
- Taniwhasaurus
- Tylosaurus

## Källhänvisningar
1. ↑  Dinosauriejärgarna, Deborah Cadbury s. 34.
2. ↑  Lindgren J, "The First record of Hainosaurus (Reptilia: Mosasauridae) from Sweden", The Paleontological Society, 2005.
3. ↑  ”palaeos.com.”. http://palaeos.com/vertebrates/squamata/pythonomorpha.html. Läst 17 Januari 2017.
4. ↑  ScienceDaily: "Missing Fossil Link 'Dallasaurus' Found", 16-11-2005.
5. ↑  Michael W. Caldwell. ”A challenge to categories: "What, if anything, is a mosasaur?”. Bulletin de la Société Géologique de France. http://bsgf.geoscienceworld.org/content/183/1/7.short. Läst 17 Januari 2017.
6. ↑  Martin J.E, Sheldon M.A et.al, "The first direct evidence of live-birth in Mosasauridae (Squamata): exceptional preservation in Cretaceous Pierre Shale of South Dakota", Journal of Vertebrate Paleontology vol. 16 (1996).
7. ↑  Sheldon A.M & Bell G.L, "A gravid mosasaur (Plioplatecarpus) from South Dakota" (2004).
8. ↑  Lee M.S.Y & Caldwell M.W, "Live birth in Cretaceous marine lizards (mosasauroids)", 2001.
9. ↑  ”Oceans of Kansas - Tylosaur food”. http://oceansofkansas.com/Tylo-prey.html. Läst 18 Januari 2017.
10. ↑  ”Did mosasaurs have forked tongues?”. https://www.cambridge.org/core/journals/netherlands-journal-of-geosciences/article/did-mosasaurs-have-forked-tongues/E531B24A9290119B0169B30A90CB2EAA. Läst 18 Januari 2017.
11. ↑  Lindgren J, Caldwell M.W, Konishi T, Chiappe L.M "Convergent Evolution in Aquatic Tetrapods: Insights from an Exceptional Fossil Mosasaur", PLoS One, 2010.
12. ↑  Lindgren J et al., "Skin pigmentation provides evidence of convergent melanism in extinct marine reptiles", Nature, 2014.